# Mary Batchelor
Pour les articles homonymes, voir Batchelor.
Mary Batchelor, née le 7 janvier 1927 à Christchurch (Nouvelle-Zélande) et morte le 12 mars 2009 dans la même ville, est une femme politique néo-zélandaise. Membre du Parti travailliste, elle est députée entre 1972 et 1987.

## Biographie

### Famille et carrière professionnelle
Mary Dorothy Foley naît à Christchurch en 1927. Elle est l'aînée de deux filles. Ses parents sont de la côte ouest. Elle étudie au St Mary's College de Christchurch jusqu'à l'âge de 13 ans puis commence à travailler. Elle entame une formation de chapelière, mais sa vue baisse et elle doit y renoncer. Elle épouse Arthur Batchelor, avec qui elle a deux enfants, un garçon et une fille. Une fois ceux-ci scolarisés, elle recommence à travailler. Elle est d'abord employée dans un commerce de détail puis devient démonstratrice de machines à coudre et enfin gérante d'une épicerie. Après avoir divorcé de son mari, ses expériences de mère seule salariée renforcent sa motivation à promouvoir les droits des femmes, notamment dans le monde du travail, ce qui la conduit à s'investir politiquement.
En 1964, elle devient l'une des cadres du syndicat des travailleurs de bureau de Canterbury, fort de 5 000 membres. Elle est ensuite élue présidente de la branche de Canterbury du Conseil pour l'égalité des salaires et des chances et est nommée déléguée au Conseil des métiers de Canterbury et au Conseil national des femmes (en).

### Carrière politiques
Dans les années 1960, Mary Batchelor vit à St Albans. Elle adhère à la branche locale du Parti travailliste et est membre de son comité électoral. Elle est directrice de campagne de Roger Drayton (en), le candidat travailliste vainqueur des élections législatives à St Albans en 1969.
Elle est élue membre du conseil municipal de Christchurch en 1971. Elle est nommée présidente du comité de santé lors de son premier mandat. Elle est réélue trois ans plus tard mais, en 1977, elle décide de ne pas briguer un autre mandat. Elle est élue députée de la circonscription d'Avon (en), située à Christchurch, pendant 15 ans, de 1972 à 1987. Elle est la douzième femme députée de Nouvelle-Zélande. Lors du troisième gouvernement travailliste, elle se heurte au Premier ministre travailliste mais socialement conservateur Norman Kirk au sujet de l'avortement et de la réforme de la loi sur les personnes homosexuelles, auxquelles il s'oppose. En 2009, David Close écrit dans The Press : « Elle a plaidé fermement pour l'égalité des femmes dans le monde du travail, et pour les femmes en général, sans être anti-homme ».
Après la défaite électorale des travaillistes en 1975, Mary Batchelor est désignée porte-parole du parti sur les questions féminines par Bill Rowling. Elle s'oppose au Premier ministre Robert Muldoon, lequel la qualifie notamment d'« hoplostèthe orange », après qu'elle a teint ses cheveux. En mars 1983, elle est nommée porte-parole du Parti travailliste pour les affaires urbaines par David Lange. Le 5 avril 1983, elle s'effondre lors d'une cérémonie à la mairie de Christchurch. Elle est transportée à l'hôpital, subit plusieurs tests puis est renvoyée chez elle. Elle explique plus tard avoir été submergée par l'épuisement à la suite d'un voyage.
À l'approche des élections de 1984, elle surmonte de peu un vote de défiance du comité électoral travailliste local ; plusieurs personnalités, dont le syndicaliste Paul Piesse (en), lui contestent la nomination du parti dans la circonscription d'Avon. Mary Batchelor finit cependant par s'imposer et est réélue députée. Elle n'est cependant pas nommée ministre dans le nouveau gouvernement. Ces désaveux la conduisent à prendre sa retraite politique en 1987.

### Retraite et fin de vie
Mary Batchelor achète une deuxième maison à Gold Coast, en Australie, afin d'éviter les hivers de Christchurch et d'être près de sa fille et de sa petite-fille. Elle commence à peindre et devient membre de la Royal Queensland Art Society.
Elle meurt en 2009 à l'âge de 82 ans. Elle était alors grand-mère et arrière-grand-mère.

## Décorations
- 1977 : médaille du jubilé d'argent d'Élisabeth II ;
- 1987 : Queen's Service Order (en) ;
- 1990 : médaille commémorative 1990 de Nouvelle-Zélande ;
- 1993 : médaille du centenaire suffragiste de Nouvelle-Zélande (en)[11].